# Гавра Капрић
Гавра Капрић (око 1870 — после 1906) био је српски глумац.

## Биографија
Гавра Капрић је рођен око 1870. године. Глумачку каријеру је започео у путујућим позориштима. Играо је у путујућем позоришту Фотија Иличића (1889-1893), путујућем позоришту Владе Поповића (1895-1896), пешачком путујућем позоришту Исаије Јокића (1896-1897), а потом и у путујућем позоришту Ђуре С. Протића (1897-1898. и 1904-1095). Капрић је у периоду од 1894. до 1895. и од 1898. до 1900. године играо у нишком позоришту Синђелић. Највише се истакао улогама са песмама из народног живота.
Почетак 20. века доводи Капрића у Краљево, где је од 1903. до 1906. године играо у путујућем позоришту Антонија Пелагића, чије је седиште било у овом граду. Неко време је био и члан позоришне дружине Јована Јаноша Марковића, а наступао је и у Градском народном позоришту у Шапцу. Био је ожењен Зорком, која је такође била глумица и која се истицала тумачећи улоге из страног репертоара, нарочито из француског салона.
Тачан датум и место Каприћеве смрти нису познати. Умро је после 1906. године.